# Pętla (informatyka)

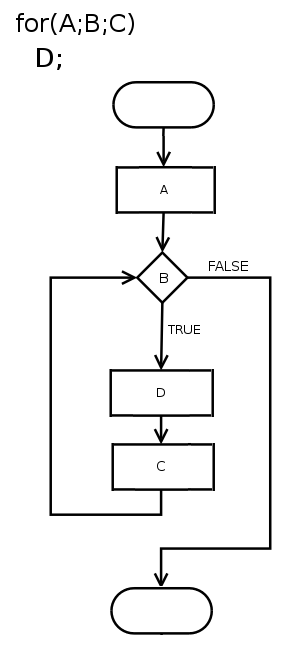
Diagram pętli for typu C

Pętla – jedna z trzech podstawowych konstrukcji programowania strukturalnego (obok instrukcji warunkowej i instrukcji wyboru). Umożliwia cykliczne wykonywanie ciągu instrukcji określoną liczbę razy, do momentu zajścia pewnych warunków, dla każdego elementu kolekcji lub w nieskończoność.

## Pętle licznikowe
Zawartość pętli licznikowych bądź iteracyjnych wykonuje się ustaloną liczbę razy. W najprostszym przypadku na początku pętli specjalna zmienna sterująca (licznikowa) jest ustawiana na wartość początkową, następnie przy każdym obiegu pętli jej wartość jest zwiększana o jeden, aż do osiągnięcia górnego limitu. Często pętla taka może odliczać w dół lub zmienna może być modyfikowana o wartość inną niż 1. Przykładami są tutaj pętle for z takich języków jak Pascal, Ada (ale nie C i C-podobne).

## Pętle warunkowe
Ogólniejszą konstrukcją jest pętla warunkowa, nazywana również repetycyjną, która jest wykonywana, aż do odpowiedniej zmiany warunków. Przeważnie wyrażenie testujące sprawdzane jest na początku lub na końcu pętli. W niektórych językach (C-podobne) pętla jest wykonywana dopóki warunek jest spełniony, w innych, np. w Pascalu pętla repeat...until, dopóki warunek nie jest spełniony. Przykładami są instrukcje while, do...while, repeat...until.
Istnieją języki w których warunek (lub warunki) zakończenia mogą być umieszczone wewnątrz pętli na przykład w Adzie pętla loop z konstrukcją exit when.

## Pętla ogólna
To pętla stosowana w językach rodziny C i C-podobnych, jak np. C++. Umożliwia definiowanie zarówno pętli repetycyjnej (ze sprawdzeniem warunku na początku pętli), jak i pętli iteracyjnej, jednak w porównaniu do niej pętla ta definiowana jest na niższym poziomie abstrakcji, co oznacza, że programista musi sam definiować warunek jej zakończenia i operację zmiany wartości zmiennej sterującej przy kolejnym przebiegu pętli.

## Pętle „po kolekcji”
Często pożądane jest, aby instrukcje pętli zostały wykonane dla każdego elementu tablicy, kolekcji itp. Można to zrobić za pomocą powyższych pętli, ale często szybszym i bardziej przejrzystym sposobem jest użycie pętli typu foreach, która zwalnia programistę z obowiązku ręcznego iterowania po kolekcji.

## Pętla o określonej liczbie powtórzeń
W pewnych językach programowania zdefiniowano w ich składni konstrukcję pętli, w której programista podaje ilość powtórzeń iteracji. Nie specyfikuje się przy tym ani zmiennej sterującej, ani wartości początkowej i końcowej licznika, co stanowi zasadniczą różnicę w stosunku do pętli iteracyjnej (licznikowej).
| Cobol                 | Jean                    | Logo                |
| --------------------- | ----------------------- | ------------------- |
| PERFORM PROC N TIMES. | 1.1 instrukcja, N TIMES | repeat N instrukcja |

## Pętla nieskończona
W niektórych zastosowaniach, np. systemy operacyjne, serwery, środowiska sterowane zdarzeniami pożądane jest, aby główna pętla wykonywała się praktycznie w nieskończoność. Można to uzyskać wstawiając do pętli warunkowej odpowiedni niezmienny warunek, ale niektóre języki dostarczają środków, którymi można wyrazić to bezpośrednio np. w języku Ada, Forth, Icon.

## Inne konstrukcje
Istnieją także języki programowania zawierające w swojej składni instrukcje pętli zrywające z podanym wyżej podziałem. Przykładem takiego języka jest PL/1 i zdefiniowana w nim instrukcja DO. Instrukcja ta może (ale nie musi) zostać użyta z odpowiednimi frazami, definiującymi szczegółowo sposób iteracji, przy czym poszczególne frazy mogą być ze sobą zestawiane łącznie, co umożliwia bardziej złożone sterowanie w programie. I tak:
- instrukcja blokowa (grupująca):

```
DO
;

  
...

END
;

```

- pętla iteracyjna

```
DO
 
I
=
''w_p'' TO ''w_k'' BY ''step'', ''w_p1'' TO ''w_p2'' BY ''step2'', ...;

  
...

END
;

```

przy czym frazy TO oraz BY są opcjonalne, można więc podać listę wartości, którą ma przyjmować zmienna sterująca, a przecinek umożliwia definicję kontynuacji iteracji dla kolejnego zestawu wartości.
- pętla repetycyjna

```
DO
 
WHILE
 
''warunek'';

  
...

END
;

```

```
DO
 
UNTIL
 
''warunek'';

  
...

END
;

```

```
DO
 
REPEAT
 
''wyrażenie'';

  
...

END
;

```

- pętla złożona – możliwość składania poszczególnych fraz iteracyjnych i repetycyjnych, np.

```
DO
 
WHILE
 
C
>
A
,
 
I
=
1
 
TO
 
20
 
BY
 
3
 
UNTIL
 
A
<
B
,
 
31
,
 
32
,
 
36
,
 
39
 
TO
 
41
,
 
REPEAT
 
A
/
2
 
WHILE
 
A
>
3
;

  
...

END
;

```

## Modyfikowanie przebiegu pętli
Z pętlami w językach programowania związane są konstrukcje programistyczne umożliwiające modyfikowanie standardowego przebiegu realizacji pętli. Modyfikacja ta dotyczy takich elementów jak zmiana wartości zmiennej sterującej, wyjście z pętli, przejście do kolejnej iteracji itp. Do modyfikowania przebiegu realizacji pętli służą:
- albo istniejące danym języku konstrukcje, tj. instrukcje, które są stosowane także poza pętlą, np.:
  - przypisanie: zmiana wartości zmiennej sterującej,
  - instrukcja skoku: wyjście z pętli,
- albo specjalne konstrukcje dedykowane tylko do modyfikacji działania pętli, tj. takie które mogą być stosowane tylko w obrębie pętli, np.
  - instrukcja opuszczenia,
  - instrukcja kontynuacji,
  - instrukcja powtórzenia bieżącej iteracji,
  - instrukcja pomijania określonych iteracji.

Instrukcje modyfikujące działanie pętli wymienione w drugiej grupie, zostały opracowane i uwzględnione w definicjach języków programowania, jako substytut instrukcji skoku, której użycie jest krytykowane w literaturze przedmiotu. Każda z operacji realizowanych przez tę grupę instrukcji może bowiem zostać zrealizowana za pomocą instrukcji skoku i etykiety umieszczonej w określonym miejscu. Instrukcja skoku pozwala w przeciwieństwie do tych instrukcji na przejście do dowolnego miejsca, natomiast instrukcje modyfikujące pętle z góry narzucają miejsce, do którego nastąpi przekazanie sterowania, co w pewnym stopniu zwiększa czytelność programu (kodu źródłowego) w porównaniu do instrukcji skoku.

## Przykład – pętla iteracyjna
Poniżej przykład pętli w języku Pascal:
```
var
 
licznik
 
:
 
integer
;

begin

  
for
 
licznik
 
:=
 
1
 
to
 
10
 
do

    
WriteLn
(
'Wiersz numer '
,
 
licznik
)
;

end
.

```

Przykład w C++ jako wariant pętli ogólnej:
```
for
 
(
int
 
i
 
=
 
0
;
 
i
 
<
 
10
;
 
++
i
)

  
std
::
cout
 
<<
 
i
 
<<
 
"-ta iteracja."
 
<<
 
std
::
endl
;

```

Przykład w C jako wariant pętli ogólnej:
```
int
 
i
;

for
 
(
i
 
=
 
0
;
 
i
 
<
 
10
;
 
++
i
)

  
printf
(
"%d-ta iteracja.
\n
"
,
 
i
);

```

Przykład w PHP:
```
for
 
(
$i
 
=
 
0
;
 
$i
 
<
 
10
;
 
++
$i
)

  
echo
 
$i
 
.
 
"-ta iteracja.<br />
\n
"
;

```

Przykład w JavaScripcie:
```
var
 
i
;

for
 
(
i
 
=
 
0
;
 
i
 
<
 
10
;
 
++
i
)

  
document
.
write
(
i
 
+
 
"-ta iteracja.<br />"
);

```

Przykład w VB6 z Textboxem
```
Dim
 
i
 
As
 
Integer

Text1
.
Text
 
=
 
""

For
 
i
 
=
 
0
 
To
 
10

  
Text1
.
Text
 
=
 
Text1
.
Text
 
&
 
i

Next
 
i

```

Przykład w VB6 z Debugwindow
```
Dim
 
i
 
As
 
Integer

For
 
i
 
=
 
0
 
To
 
10

  
Debug
.
Print
 
i

Next
 
i

```

Przykład w Pythonie:
```
for
 
i
 
in
 
range
(
1
,
 
10
):

  
print
(
i
,
 
'. iteracja'
,
 
sep
 
=
 
''
)

```

## Pętle w językach programowania
| język programowania | pętla      | pętla       | pętla  | pętla       | pętla         | pętla   | pętla        | specjalne konstrukcje modyfikujące pętle | specjalne konstrukcje modyfikujące pętle | specjalne konstrukcje modyfikujące pętle | specjalne konstrukcje modyfikujące pętle |
| język programowania | iteracyjna | repetycyjna | ogólna | po kolekcji | powtórzeniowa | złożona | nieskończona | opuszczenia                              | kontynuacji                              | powtórzenia                              | pomijania                                |
| ------------------- | ---------- | ----------- | ------ | ----------- | ------------- | ------- | ------------ | ---------------------------------------- | ---------------------------------------- | ---------------------------------------- | ---------------------------------------- |
| ABAP                |            |             |        |             |               |         |              |                                          |                                          |                                          |                                          |
| Ada                 |            |             |        |             |               |         |              |                                          |                                          |                                          |                                          |
| ALGOL 60            |            |             |        |             |               |         |              |                                          |                                          |                                          |                                          |
| ALGOL 68            |            |             |        |             |               |         |              |                                          |                                          |                                          |                                          |
| APL                 |            |             |        |             |               |         |              |                                          |                                          |                                          |                                          |
| AWK                 |            |             |        |             |               |         |              |                                          |                                          |                                          |                                          |
| B                   |            |             |        |             |               |         |              |                                          |                                          |                                          |                                          |
| Basic               |            | \|          |        |             |               |         |              |                                          |                                          |                                          |                                          |
| BCPL                |            |             |        |             |               |         |              |                                          |                                          | \|                                       |                                          |
| Boo                 |            |             |        |             |               |         |              |                                          |                                          |                                          |                                          |
| C                   | [ d ]      |             |        |             |               |         |              |                                          |                                          |                                          |                                          |
| C++                 | [ d ]      |             |        |             |               |         |              |                                          |                                          |                                          |                                          |
| C--                 |            |             |        |             |               |         |              |                                          |                                          |                                          |                                          |
| C#                  |            |             |        |             |               |         |              |                                          |                                          |                                          |                                          |
| Clipper             |            |             |        |             |               |         |              |                                          |                                          |                                          |                                          |
| Cobol               |            |             |        |             |               |         |              |                                          |                                          |                                          |                                          |
| Comal               |            |             |        |             |               |         |              |                                          |                                          |                                          |                                          |
| D                   |            |             |        |             |               |         |              |                                          |                                          |                                          |                                          |
| dBase, FoxBase      |            |             |        |             |               |         |              |                                          |                                          |                                          |                                          |
| Eiffel              |            |             |        |             |               |         |              |                                          |                                          |                                          |                                          |
| Forth               |            |             |        |             |               |         |              | \|                                       |                                          |                                          |                                          |
| Fortran IV, 66      |            |             |        |             |               |         |              |                                          |                                          |                                          |                                          |
| Fortran 77          |            |             |        |             |               |         |              |                                          |                                          |                                          |                                          |
| Fortran 90/95       |            |             |        |             |               |         |              |                                          |                                          |                                          |                                          |
| Icon                |            |             |        |             |               |         |              |                                          |                                          |                                          |                                          |
| Java                |            |             |        |             |               |         |              |                                          |                                          |                                          |                                          |
| JavaScript          |            |             |        |             |               |         |              |                                          |                                          |                                          |                                          |
| Jean                |            |             |        |             |               |         |              |                                          |                                          |                                          |                                          |
| Logo                |            |             |        |             |               |         |              |                                          |                                          |                                          |                                          |
| MCPL                |            |             |        |             |               |         |              |                                          |                                          | \|                                       |                                          |
| Modula-2            |            |             |        |             |               |         |              |                                          |                                          |                                          |                                          |
| Oberon              |            |             |        |             |               |         |              |                                          |                                          |                                          |                                          |
| Object Pascal       |            |             |        |             |               |         |              |                                          |                                          |                                          |                                          |
| Pascal              |            |             |        |             |               |         |              |                                          |                                          |                                          |                                          |
| Perl                |            |             |        |             |               |         |              |                                          |                                          |                                          |                                          |
| PHP                 |            |             |        |             |               |         |              |                                          |                                          |                                          |                                          |
| PL/I                |            |             |        |             |               |         |              |                                          |                                          |                                          |                                          |
| PL/M                |            |             |        |             |               |         |              |                                          |                                          |                                          |                                          |
| Prolog              |            |             |        |             |               |         |              |                                          |                                          |                                          |                                          |
| Python              |            |             |        |             |               |         |              |                                          |                                          |                                          |                                          |
| REXX                |            |             |        | \|          |               |         |              |                                          |                                          |                                          |                                          |
| Ruby                |            |             |        |             |               |         |              |                                          |                                          |                                          |                                          |
| Simula 67           |            |             |        |             |               |         |              |                                          |                                          |                                          |                                          |
| Snobol              |            |             |        |             |               |         |              |                                          |                                          |                                          |                                          |
| Turbo Pascal        |            |             |        |             |               |         |              |                                          |                                          |                                          |                                          |
| Visual Basic, VBA   |            |             |        |             |               |         |              |                                          |                                          |                                          |                                          |